# Wo bist du Licht!
Wo bist du Licht! est une œuvre pour mezzo-soprano, percussion, cordes et bande composée par Claude Vivier en 1981.

## Histoire
L'œuvre est une commande de la Société Radio-Canada. « Le titre, extrait d'un poème d’Hölderlin, signifie "Où es-tu lumière !", comme une exaltation vers la clarté plus qu’une question. »
Pour son compositeur, Wo bist du Licht! est une « méditation sur la douleur humaine, cette œuvre se veut une longue mélodie continue. » Fondée sur le texte de Friedrich Hölderlin, Der blinde Sänger, elle contient des enregistrements historiques : le dernier discours de Martin Luther King et l'enregistrement in situ de l'assassinat de John F. Kennedy, ainsi qu'un enregistrement décrivant des méthodes de torture,. Elle est dédiée à Rober Racine.
L'œuvre est créée le 26 avril 1984 dans le Pollack Hall de l'université McGill, à Montréal, par Jocelyne Fleury (mezzo-soprano) et les musiciens de l'université dirigés par Serge Garant.

## Effectif
1. Soliste : mezzo-soprano solo
2. Vingt cordes, percussionniste (gamelan, gong chinois, tam-tam, carillon tubulaire[5] )
3. Enregistrements sur bande magnétique

## Discographie
- Marie-Annick Béliveau (mezzo-soprano) et l'Ensemble de la SMCQ dirigé par Walter Boudreau, 2001 (Atma)
- Kathryn Harries (soprano), Schönberg Ensemble et Asko Ensemble, dirigés par Reinbert de Leeuw, 2004 (Opus Arte/De Nederlandse Opera)